# Cascades d'El-Ourit
Les cascades d'El-Ourit se trouvent à 7 km de la ville de Tlemcen, à proximité de la Route nationale 7 en Algérie dans une zone montagneuse couverte de pins. Les sept cascades étagées du site naturel de Oued El-Ourit sont restées 40 ans à sec, avant de réapparaître en 2009.

## Description
Situées dans une zone montagneuse à quelques kilomètres de Tlemcen, les cascades d'El-Ourit font partie du parc national de Tlemcen créé en 1993. Elles font suite aux escarpements roses et rouges de l'oued Mefrouch. 
Un viaduc ferroviaire enjambe le torrent des cascades d'El Ourit. Cet ouvrage d'art est réalisé en 1890 par la société Fives-Lillepour le compte de la Compagnie des Chemins de fer de l'Ouest Algérien, pour la ligne de chemin de fer de Tabia à Tlemcen via Sidi Bel Abbès.